# Shareit
SHAREit — бесплатное приложение для передачи файлов между устройствами, поддерживающими Wi-Fi протокол. Пользователи могут использовать его для передачи файлов любого типа, включая фотографии, видео, музыку, контакты, приложения и т. д. Программа разработана одноимённой компанией SHAREit Technologies Co. Ltd и доступна на 45 языках, включая русский, английский, испанский, французский, арабский и китайский.

## Описание
Приложение позволяет устройствам под управлением Windows, Windows Phone, Android и iOS осуществлять передачу файлов непосредственно через беспроводную ad-hoc-сеть.
Основное преимущество программы — гораздо более высокая скорость передачи данных по сравнению с Bluetooth протоколом и даже NFC. Трансфер данных абсолютно безопасен, учитывая тип подключения, который используется для передачи файлов. До появления SHAREit и подобных приложений лучшим единственным способом для передачи файлов был Bluetooth, либо USB-флеш-накопитель. В случае Bluetooth скорость передачи данных была неудовлетворительной, а использование USB-накопителей имело негативный опыт, связанный заражением устройств, к которым подключены USB-накопители, содержащие вредоносные программы. Это было отмечено различными известными университетами и даже такими журналами, как WIRED. В связи с этим было принято решение разработать приложение, способное передавать файлы с использованием протокола Wi-Fi Direct.
SHAREit — альтернатива для беспроводной передачи контента. Приложение имеет встроенную функцию просмотра фотографий, хранящихся на мобильном устройстве с компьютера. Пользователи могут напрямую управлять своим телефоном с помощью PPT системы.
Представители работающей в сфере информационной безопасности компании Trend Micro рассказали, что нашли несколько уязвимостей безопасности в популярном Android-приложении ShareIt. В отчёте сказано, что уязвимости могут использоваться для кражи персональной информации пользователей и запуска произвольного кода. Разрешения приложения довольно обширные. Запрашивается доступ к всему хранилищу мобильного устройства, мультимедиа, камере и микрофону, местоположению. Программа может удалять другие программы, запускаться в автозагрузке, создавать учётные записи и устанавливать пароли, а также многое другое. Есть полный доступ к сети. Исследователи поставили разработчиков в известность об этом три месяца назад, но обновления до сих пор нет. Поскольку разработчики за три месяца ничего не исправили, исследователи рекомендуют удалить приложение. 

## Индия
В 2017 году министерство обороны Индии выразило обеспокоенность по поводу безопасности 42 популярных приложений, включая SHAREit, WeChat, Mi Store, Truecaller, и приказало своим вооруженным силам удалить все такие приложения со своих телефонов и компьютеров. SHAREit опроверг обвинение, заявив, что его программа интеграции метаданных безопасности с Google гарантирует, что все приложения, передаваемые через SHAREit, проверяются Google Play и сертифицируются как не содержащие вредоносных программ, прежде чем разрешить их обмен между устройствами через приложение SHAREit. В июне 2020 года правительство Индии объявило о запрете 59 приложений, включая SHAREit, TikTok, UC Browser, Weibo, Xender[21], поскольку напряженность на линии фактического контроля (LAC) в Ладакхе спровоцировала фатальное столкновение между индийской и китайской армиями.